# Chat dans la musique
Vous pouvez aider à l'améliorer ou bien discuter des problèmes sur sa page de discussion.
- Il peut contenir un travail inédit ou des déclarations non vérifiées. Vous pouvez l’améliorer en ajoutant des références. (Marqué depuis décembre 2018)

Vous pouvez aider à l'améliorer ou bien discuter des problèmes sur sa page de discussion.
- Il ne cite pas suffisamment ses sources. Vous pouvez indiquer les passages à sourcer avec {{référence nécessaire}} ou {{Référence souhaitée}}, et inclure les références utiles en les liant aux notes de bas de page. (Marqué depuis décembre 2018)

- Archive Wikiwix
- Bing
- Cairn
- DuckDuckGo
- E. Universalis
- Gallica
- Google
- G. Books
- G. News
- G. Scholar
- Persée
- Qwant
- (zh) Baidu
- (ru) Yandex
- (wd) trouver des œuvres sur Wikidata

 (juillet 2025).
Le chat a inspiré de nombreux compositeurs et musiciens.

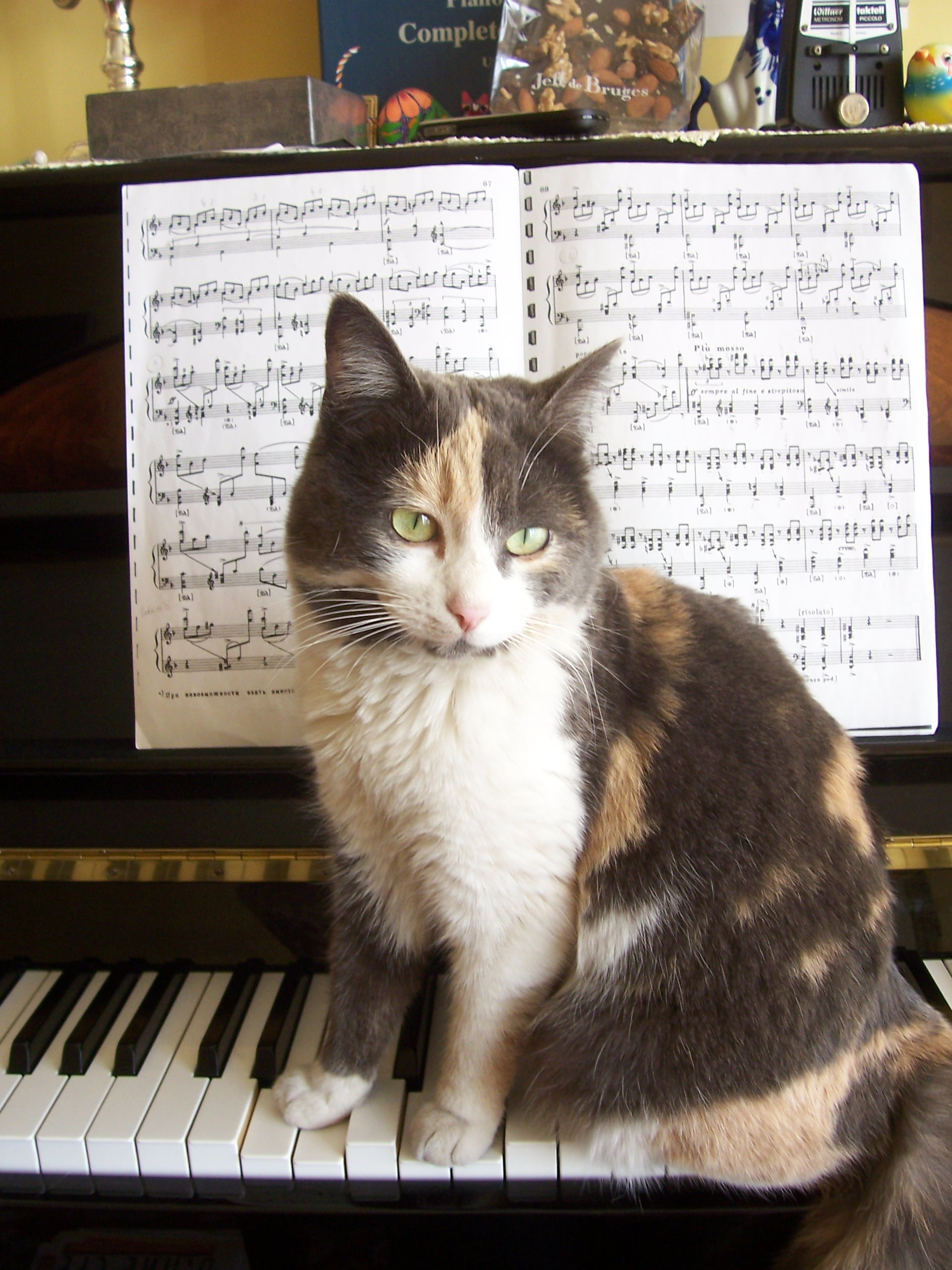
Chat sur un piano.

## Musique classique
Dans le domaine de la musique classique, le chat a inspiré les artistes de plusieurs siècles. Une des premières occurrences du chat en musique occidentale est d’Adriano Banchieri dans son Contrapunto bestiale ou Festin de Jeudi-Gras (1608). Par la suite, d’autres compositions notables incluent (entre parenthèses, l’instrument de musique qui interprète le chat) :
- Carlo Farina, Capriccio stravagante, Il gatto, 1627 (violons) ;
- Domenico Scarlatti, sonate K. 30, L. 499, Fugue du chat (clavecin) - les premières notes de cette sonate ont été « composées » par le chat du compositeur en marchant sur le clavier de son clavecin[2],[3],[4]
- Heinrich Ignaz Franz Biber, sonate en la majeur, Le Chat (violon) ;
- Marc-Antoine Charpentier, Trio des grotesques (de La Comtesse d'Escarbagnas) ;
- Robert Lucas de Pearsal, Duetto buffo di due gatti dit aussi Duo des chats, 1825 (deux sopranos) ;
- Maurice Ravel, L’Enfant et les Sortilèges, Le Chat et La Chatte, 1919-1925 (baryton, mezzo-soprano) ;
- Sergueï Prokofiev, Pierre et le loup (clarinette), 1936 ;
- Hans Werner Henze, La Chatte anglaise, livret Edward Bond, d’après une nouvelle d’Honoré de Balzac[5].
- Igor Stravinsky, Berceuses du chat, quatre chants composés en 1915 et 1916.

D’autre part, Benjamin Britten, dans sa cantate Rejoice in the Lamb, adapte le poème My Cat Jeoffry de Christopher Smart (1722-1771), Peggy Lee prête sa voix aux deux siamois de La Belle et le Clochard (« We are Siamese if you please, we are Siamese if you don’t please ») et Broadway découvre la comédie musicale Cats, d’après T. S. Eliot.

## Chansons dans la culture populaire
- C'est la mère Michel (1820) qui a perdu son chat[6],[7].
- Le Chat noir (1884), Aristide Bruant, … je cherche fortune… à Montmartre le soir…[8],[9]
- La Brave Margot de Brassens donne la « gougoutte » à son chat. Il y a d’autres références aux chats chez cet auteur (P… de toi, Le testament, Dom Juan, Montélimar, Les Casseuses…)[10],[11]
- Le Chat de la voisine, nous conte Yves Montand en 1959, « mange la bonne cuisine et fait ses gros ronrons sur un bel édredon dondon » (paroles de René Lagary et musique de Philippe-Gérard)[12],[13],[14].
- Le Petit chat noir et son maître se consolent mutuellement de leurs peines de cœur dans Berceuse, interprétée par Juliette Gréco en 1969 (poème de Charles Cros mis en musique par Yani Spanos). Elle chante également Lorsque j’étais chat (1971) « je me souviens des sarabandes infernales… sur les toits de Paris » (paroles de Pierre Cour et musique d’André Popp).
- Tout le monde veut devenir un cat et Les Aristochats, dans le film Disney Les Aristochats, 1970[15],[16].
- Le Chat (La chatte à la voisine) par Weyman Corporation (1976), repris dans le film Camping, 2006.
- Le Chat de Claude Nougaro (1980) qui a des déboires avec les femmes[17].
- Le Chat du groupe Téléphone, album Dure Limite, 1982[18].
- The Lovecats par The Cure, 1983[19].
- Le Chat de Plastic Bertrand, sur le label belge RKM, 1983[20].
- En 1991, Freddie Mercury, chanteur du groupe Queen, fit paraître sur l’album Innuendo une chanson intitulée Delilah, dédiée à son chat du même nom, et dans laquelle lui et son guitariste imitent des miaulements. En 1985, il avait dédié son premier album solo, Mr. Bad Guy, à tous les amis des chats dans le monde entier[21].
- Le Chat chanté par les Pow Wow (musique de G. Peram), 1992[22].
- Le Petit chat est mort par Renaud sur l’album À la Belle de Mai (1994), où le chat est tombé du toit en voulant attraper un moineau[23].
- Kitty par Presidents of the United States of America sur l'album éponyme (1995), chanté en anglais et en miaulements.
- Le Chat de Brigitte Fontaine sur son album Les Palaces, 1997.
- Belzébuth du groupe Les Colocs sur l'album Dehors novembre (1998), où Dédé Fortin nous raconte les aventures du chat Belzébuth sur des accents de musique klezmer.
- Les Occupations d'un chat nommé Jean-Phillibert chantées avec humour par Maurane sur son album Toi du monde, 2000.
- La Métamorphose de Mister Chat de Dionysos (2005), où le chanteur est transformé en chat de gouttière et erre sur les toits[24].
- La chanteuse de musique française Chat a publié un album intitulé Folie Douce en février 2009.
- La soprano Maggy Villette chante les airs d'opérette La queue du chat et Le Tango du Chat (2013).
- La chanson La Queue du chat (1953) de Robert Marcy et popularisée par les Frères Jacques raconte une séance de spiritisme perturbée par la présence d'un chat. L'esprit invoqué se retrouve finalement dans la queue du chat[25].
- La chanson Delilah (1991) de Queen